# Villa Victoria
Villa Victoria là một đô thị thuộc bang México, México. Năm 2005, dân số của đô thị này là 77819 người.